# كورابيديس
كورابيديس (اليونانية: κουραμπιέδες، المفرد: κουραμπιές kourabies) هي بسكويت اللوز. ترتبط بالعديد من أنواع البسكويت الأخرى المعروفة باسم القرابية أو الأسماء المماثلة الموجودة في المطبخ العثماني والفارسي.

## التسمية
تأتي الكلمة اليونانية كورابيديس من الكلمة التركية( والتي تعني البسكويت :kurabiye) والتي ترتبط بالقريبة، وهي عائلة من كعكات الشرق الأوسط.

## التحضير

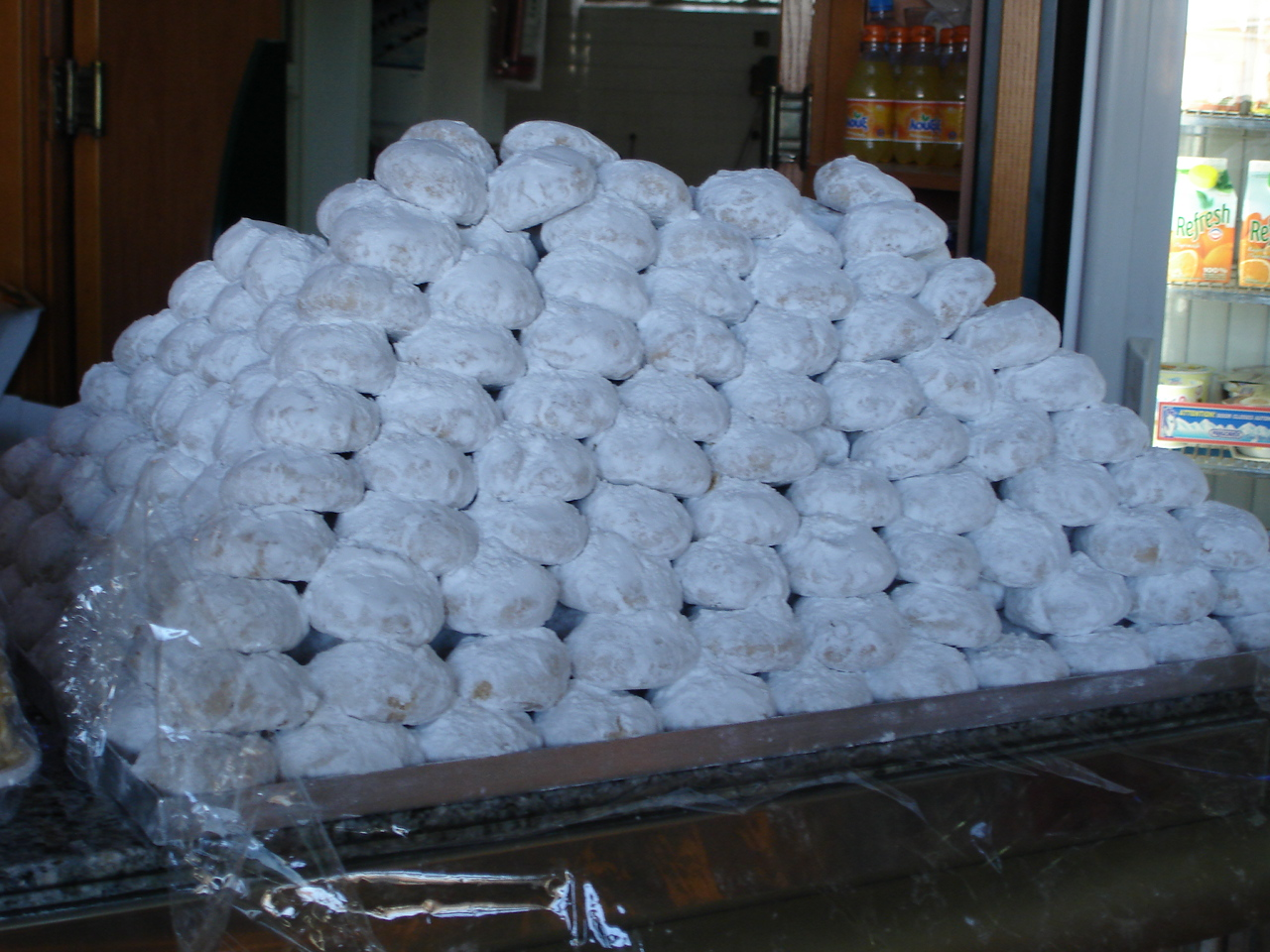
تشكيلة كبيرة من كورابيديس في اليونان

الكورابيديس هو نوع من كعكة الغريبة باللوز. مثل أنواع الغريبة الأخرى، تشتمل المكونات الأخرى على الزبدة والدقيق والسكر والملح وربما الفانيليا أو البراندي.

النكهة الأكثر شيوعًا هي الفانيليا، لكن المكونات الأخرى تشمل البراندي اليوناني (Metaxa هي العلامة التجارية الأكثر شهرة)، أو المستيكا، أو ماء الورد. في بعض مناطق اليونان، يتم تغطية كل كورابي في عيد الميلاد بالقرنفل.
يتم تشكيل الكورابيديس إما على شكل دوائر أو كرات، ثم يتم خبزها حتى تصبح ذهبية قليلاً. مباشرة بعد إزالتها من الفرن، يتم لف الكورابيديس في سكر الحلويات (مسحوق السكر) ويترك ليبرد. وعادة ما يتم دحرجها في مسحوق السكر مرة أخرى بمجرد تبريدها. 

## التقاليد
تحظى Kourabiedesالكورابيدس أيضًا بشعبية خاصة للمناسبات الخاصة، مثل عيد الميلاد، على الرغم من رؤيتها في اليونان على مدار العام.